# Ordine di battaglia della battaglia di Solferino e San Martino

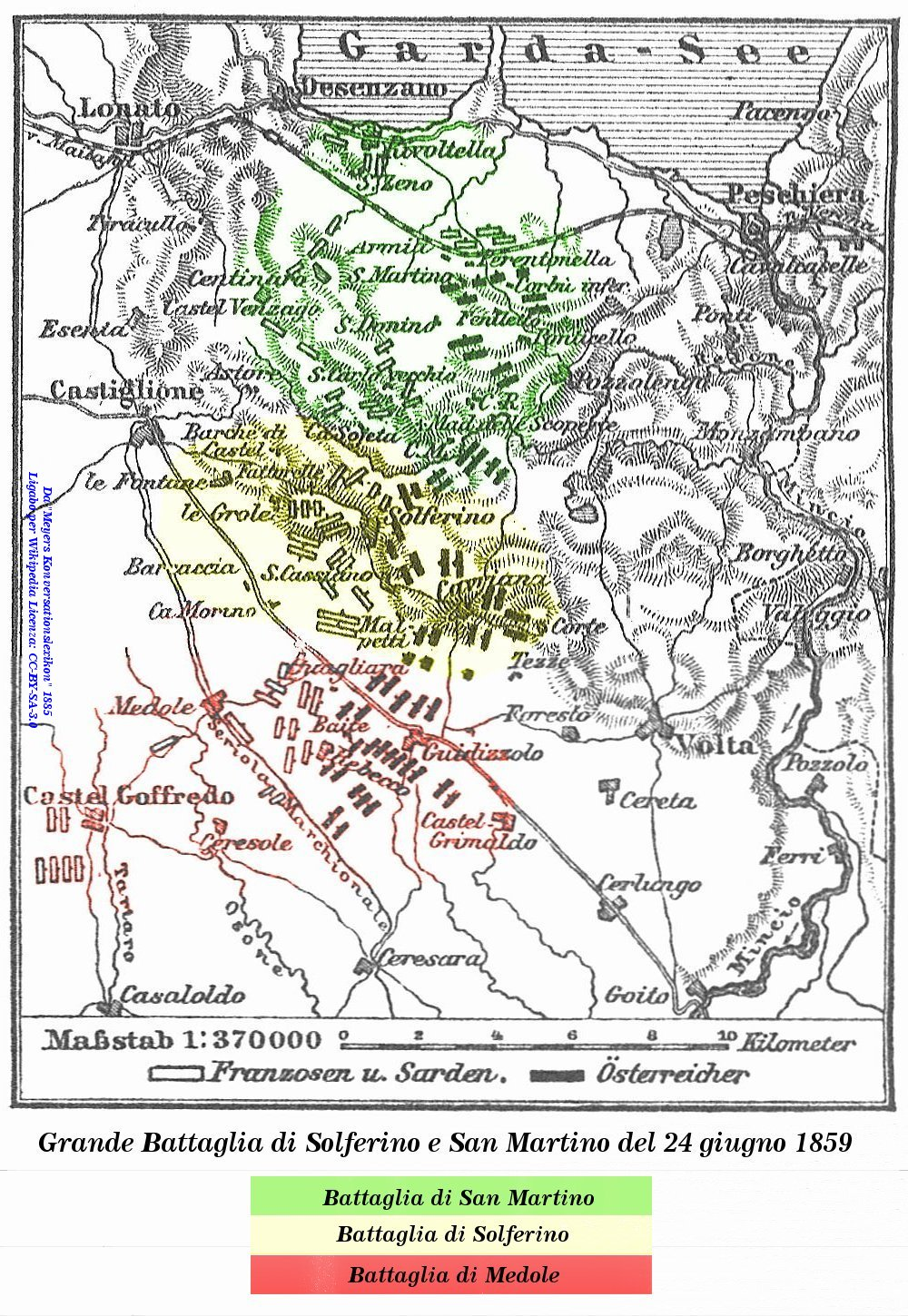
La posizione degli schieramenti verso le ore 12 sulla base di una mappa tedesca del 1885.

## Ordine di battaglia

### L'esercito francese
L'armata francese era uno straordinario strumento di guerra, composto principalmente da veterani, temprati in decine di battaglie e dotati di armamenti moderni ed efficienti, come il fucile Minié mod. '59 ed il cannone La Hitte, entrambi a canna rigata.
Ma non erano questi i soli motivi della superiorità francese. L'esercito aveva beneficiato sia del clima illuminista che aveva pervaso la società di conoscenze scientifiche, sia della riforma militare operata da Napoleone che può essere riassunta nella famosa frase: «Ogni mio soldato ha nel suo zaino il bastone di maresciallo». I quadri dirigenti dell'esercito francese, quindi, venivano scelti secondo le conoscenze e le capacità personali, il che aveva portato ad una diffusa competenza tecnica e ad una elevata capacità tattica.
I 78.935 uomini, 9.162 cavalli e 240 cannoni che componevano le forze francesi impiegate nella grande battaglia, guidate da Napoleone III (comandante in capo Jean Baptiste Philibert Vaillant) e da una casa militare formata da 41 ufficiali superiori, appartenevano ai primi quattro dei cinque corpi d'armata propriamente detti inviati in Italia, oltre alla Guardia imperiale, e così suddivisi:
Guardia Imperiale del Maresciallo Regnaud de Saint-Jean d'Angély
14.022 fanti, 3.259 cavalieri, 36 cannoni
- 1ª Divisione del generale Mellinet
6.313 fanti, 12 cannoni
  - Brigata del generale Niol (cinque battaglioni)
    - Reggimento Zuavi
    - 1º Reggimento Granatieri

  - Brigata del generale Blanchard (sei battaglioni)
    - 2º Reggimento Granatieri
    - 3º Reggimento Granatieri

- 2ª Divisione del generale Camou
7.709 fanti, 12 cannoni montati
  - Brigata del generale Manèque (sette battaglioni)
    - Battaglione Cacciatori a piedi
    - 1º Reggimento Volteggiatori
    - 2º Reggimento Volteggiatori

  - Brigata del generale Picard (sei battaglioni)
    - 3º Reggimento Volteggiatori
    - 4º Reggimento Volteggiatori

- Divisione di Cavalleria del generale Morris
3.259 cavalieri, 12 cannoni
  - Brigata del generale Marion (otto squadroni)
    - 1º Reggimento Corazzieri
    - 2º Reggimento Corazzieri

  - Brigata del generale de Champeron (otto squadroni)
    - Reggimento Dragoni dell'Imperatrice
    - Reggimento Lancieri

  - Brigata del generale Cassaignolles (otto squadroni)
    - Reggimento Cacciatori d'Africa
    - Reggimento Guide

I Corpo d'Armata del Maresciallo Baraguey d'Hilliers
20.527 fanti, 2.457 cavalieri, 66 cannoni
- 1ª Divisione del generale Forey
6.602 fanti, 12 cannoni
  - Brigata del generale Dieu (sette battaglioni)
    - 17º Reggimento Cacciatori a piedi
    - 74º Reggimento Fanteria di linea
    - 84º Reggimento Fanteria di linea

  - Brigata del generale d'Alton (sei battaglioni)
    - 91º Reggimento Fanteria di linea
    - 98º Reggimento Fanteria di linea

- 2ª Divisione del generale Ladmirault
6.968 fanti, 12 cannoni
  - Brigata del generale Douay (sette battaglioni)
    - 10º Reggimento Cacciatori a piedi
    - 15º Reggimento Fanteria di linea
    - 21º Reggimento Fanteria di linea

  - Brigata del generale de Négrier (sei battaglioni)
    - 61º Reggimento Fanteria di linea
    - 100º Reggimento Fanteria di linea

- 3ª Divisione del generale Bazaine
8.307 fanti, 12 cannoni
  - Brigata del generale Goze (nove battaglioni)
    - 1º Reggimento Zuavi
    - 33º Reggimento Fanteria di linea
    - 34º Reggimento Fanteria di linea

  - Brigata del generale Dumont (sei battaglioni)
    - 37º Reggimento Fanteria di linea
    - 78º Reggimento Fanteria di linea

- Divisione di Cavalleria del generale Desvaux
2.457 cavalieri, 6 cannoni
  - Brigata del generale de Planhol (otto squadroni)
    - 5º Reggimento Ussari
    - 1º Reggimento Cacciatori d'Africa

  - Brigata del generale de Forton (otto squadroni)
    - 2º Reggimento Cacciatori d'Africa
    - 3º Reggimento Cacciatori d'Africa

II Corpo d'Armata del Maresciallo Mac-Mahon
16.156 fanti, 1.347 cavalieri, 48 cannoni
- 1ª Divisione del generale La Motterouge
7.902 fanti, 12 cannoni
  - Brigata del generale Lefébvre (sei battaglioni)
    - Reggimento provvisorio Tiragliatori Algerini
    - 45º Reggimento di Fanteria di linea

  - Brigata del generale Douay (sei battaglioni)
    - 65º Reggimento di Fanteria di linea
    - 70º Reggimento di Fanteria di linea

- 2ª Divisione del generale Decaen
8.245 fanti, 12 cannoni
  - Brigata del generale Gault (sette battaglioni)
    - 11º Battaglione Cacciatori a piedi
    - 71º Reggimento di Fanteria di linea
    - 72º Reggimento di Fanteria di linea

  - Brigata del generale Castagny (sei battaglioni)
    - 2º Reggimento Zouaves
    - 1º Reggimento straniero di fanteria
    - 2º Reggimento straniero di fanteria

- Brigata di cavalleria del generale Gaudin
1.347 cavalieri (otto squadroni)
  - 4º Reggimento Cacciatori a cavallo
  - 7º Reggimento Cacciatori a cavallo

III Corpo d'Armata del Maresciallo Canrobert
11.204 fanti, 1.113 cavalieri, 24 cannoni
- 1ª Divisione del generale Renault
8.070 fanti, 12 cannoni
  - Brigata del generale Doens (sette battaglioni)
    - 8º Battaglione Cacciatori a piedi
    - 23º Reggimento di Fanteria di linea
    - 90º Reggimento di Fanteria di linea

  - Brigata del generale Jannin (sei battaglioni)
    - 41º Reggimento di Fanteria di linea
    - 56º Reggimento di Fanteria di linea

- 2ª Divisione del generale Trochu
7.067 fanti, 12 cannoni
  - Brigata del generale Bataille (sette battaglioni)
    - 19º Battaglione Cacciatori a piedi
    - 43º Reggimento di Fanteria di linea
    - 44º Reggimento di Fanteria di linea

  - Brigata del generale Collineau (sei battaglioni)
    - 64º Reggimento di Fanteria di linea
    - 88º Reggimento di Fanteria di linea

- 3ª Divisione del generale Bourbaki
7.876 fanti, 12 cannoni
  - Brigata del generale Vergé (sette battaglioni)
    - 18º Battaglione Cacciatori a piedi
    - 11º Reggimento di Fanteria di linea
    - 14º Reggimento di Fanteria di linea

  - Brigata del generale Ducrot (sei battaglioni)
    - 46º Reggimento di Fanteria di linea
    - 59º Reggimento di Fanteria di linea

- Divisione di Cavalleria del generale Partouneaux
1.113 cavalieri, 6 cannoni
  - Brigata del generale De Clérambault (otto squadroni)
    - 2º Reggimento Ussari
    - 7º Reggimento Ussari

  - Brigata del generale De Labareyre (otto squadroni)
    - 1º Reggimento Lancieri
    - 4º Reggimento Lancieri

IV Corpo d'Armata del generale Niel
21.026 fanti, 968 cavalieri, 66 cannoni
- 1ª Divisione del generale De Luzy
7.864 fanti, 12 cannoni
  - Brigata del generale Douay (sette battaglioni)
    - 5º Battaglione Cacciatori a piedi
    - 30º Reggimento di Fanteria di linea
    - 49º Reggimento di Fanteria di linea

  - Brigata del generale Lenoble (sei battaglioni)
    - 6º Reggimento di Fanteria di linea
    - 8º Reggimento di Fanteria di linea

- 2ª Divisione del generale Vinoy
6.045 fanti, 12 cannoni
  - Brigata del generale De Capriol (sette battaglioni)
    - 6º Battaglione Cacciatori a piedi
    - 52º Reggimento di Fanteria di linea
    - 73º Reggimento di Fanteria di linea

  - Brigata del generale De Lacharrière (sei battaglioni)
    - 85º Reggimento di Fanteria di linea
    - 86º Reggimento di Fanteria di linea

- 3ª Divisione del generale de Failly
7.117 fanti, 12 cannoni
  - Brigata del generale O'Farrell (nove battaglioni)
    - 15º Battaglione Cacciatori a piedi
    - 2º Reggimento di Fanteria di linea
    - 53º Reggimento di Fanteria di linea

  - Brigata del generale Saurin (sei battaglioni)
    - 55º Reggimento di Fanteria di linea
    - 76º Reggimento di Fanteria di linea

- Brigata di Cavalleria del generale De Rochefort (otto squadroni)
  - 2º Reggimento Cacciatori a cavallo
  - 10º Reggimento Cacciatori a cavallo

### L'esercito sardo
Dopo la disfatta del 1849, l'esercito sardo venne sottoposto ad una decennale ristrutturazione, affidata al generale Alfonso La Marmora, nominato ministro della guerra nel governo Perrone. L'opera di La Marmora aveva portato buoni frutti con l'ammodernamento degli armamenti, l'istruzione tecnica degli ufficiali e la riorganizzazione dei reparti, sul modello francese.
L'esercito sabaudo era anche afflitto da difetti che causarono i deludenti risultati nell'ambito degli scontri. Il primo difetto era determinato dalla consistente presenza di volontari arruolatisi per l'occasione, fortemente motivati, ma anche digiuni del mestiere di soldato, oltre che male armati ed equipaggiati.
Il secondo e più importante difetto consisteva nello scarsa collaborazione dimostrata dai 39 alti ufficiali che componevano l'affollata casa militare sabauda, la cui competenza tattica e strategica era spesso offuscata da eccessivo individualismo.
I 35.602 uomini, 1.473 cavalli e 80 cannoni delle forze sarde impiegate nella battaglia, erano compresi in quattro divisioni:
1ª Divisione Luogotenente generale Giovanni Durando
9.034 fanti, 410 cavalieri, 18 cannoni
- Brigata "Granatieri di Sardegna" del generale Scozia di Calliano (nove battaglioni)
  - 1º Reggimento Granatieri
  - 2º Reggimento Granatieri
  - III Battaglione Bersaglieri

- Brigata "Savoia" del generale Perrier (nove battaglioni)
  - 1º Reggimento di Fanteria
  - 2º Reggimento di Fanteria
  - IV Battaglione Bersaglieri

- Reggimento "Cavalleggeri di Alessandria" del tenente colonnello Reccagni (quattro squadroni)
- 5ª Brigata d'artiglieria del maggiore Cugia (tre batterie da campagna)

2ª Divisione del Luogotenente generale Fanti
9.629 fanti, 351 cavalieri, 18 cannoni
- Brigata "Piemonte" del generale Camerana (nove battaglioni)
  - 3º Reggimento di Fanteria
  - 4º Reggimento di Fanteria
  - IX Battaglione Bersaglieri

- Brigata "Aosta" del generale Cerale (nove battaglioni)
  - 5º Reggimento di Fanteria
  - 6º Reggimento di Fanteria
  - I Battaglione Bersaglieri

- Reggimento "Cavalleggeri Aosta" del colonnello Angelini (quattro squadroni)
- 6ª Brigata d'artiglieria del maggiore Salino (tre batterie da campagna)

3ª Divisione del Luogotenente generale Mollard
8.999 fanti, 389 cavalieri, 18 cannoni
- Brigata "Cuneo" del generale Araldi (nove battaglioni)
  - 7º Reggimento di Fanteria
  - 8º Reggimento di Fanteria
  - X Battaglione Bersaglieri

- Brigata "Pinerolo" del generale Morozzo della Rocca (nove battaglioni)
  - 13º Reggimento di Fanteria
  - 14º Reggimento di Fanteria
  - II Battaglione Bersaglieri

- Reggimento "Cavalleggeri di Monferrato" del tenente colonnello Morelli (quattro squadroni)
- Brigata d'artiglieria (tre batterie da campagna)

5ª Divisione del Luogotenente generale Cucchiari
9.512 fanti, 412 cavalieri, 18 cannoni
- Brigata "Casale" del generale Genova di Pettinengo (nove battaglioni)
  - 11º Reggimento di Fanteria
  - 12º Reggimento di Fanteria
  - VIII Battaglione Bersaglieri

- Brigata "Acqui" del generale Gozzani di Treville (nove battaglioni)
  - 17º Reggimento di Fanteria
  - 18º Reggimento di Fanteria
  - V Battaglione Bersaglieri

- Reggimento "Cavalleggeri di Saluzzo" del colonnello Griffini (quattro squadroni)
- Brigata d'artiglieria (tre batterie da campagna)

Divisione di Cavalleria del Maggior generale Bertone di Sambuy
2.079 dragoni e cavalieri, 12 cannoni
- Reggimento "Nizza Cavalleria"
- Reggimento "Piemonte Cavalleria"
- Reggimento "Savoia Cavalleria"
- Reggimento "Genova Cavalleria"
- Brigata d'artiglieria (due batterie a cavallo)

Riserva:
4ª Divisione del Luogotenente generale Cialdini
- Brigata "Regina" del generale Villamarina (nove battaglioni)
  - 9º Reggimento di Fanteria
  - 10º Reggimento di Fanteria
  - VII Battaglione Bersaglieri

- Brigata "Savona" del generale Broglia (nove battaglioni)
  - 15º Reggimento di Fanteria
  - 16º Reggimento di Fanteria
  - VI Battaglione Bersaglieri

- Reggimento "Cavalleggeri di Novara"
- Brigata d'artiglieria (tre batterie da campagna)

### L'esercito austriaco
Sotto la guida dell'imperatore Francesco Giuseppe, l'esercito era suddiviso in due armate, collegate e rifornite dalle fortezze del Quadrilatero. La I Armata, faceva riferimento alla fortezza di Mantova ed era schierata in pianura, mentre la II Armata, facente capo alla fortezza di Peschiera, occupava le colline moreniche immediatamente a nord.
Dotato di armamenti moderni ed efficienti, oltre che inquadrato secondo una ferrea disciplina, l'esercito austriaco aveva tuttavia il proprio tallone d'Achille nell'antiquata struttura che lo caratterizzava. Seguendo la tradizione medievale, infatti, pur essendo l'intero esercito al comando dell'imperatore, molti dei suoi reparti erano piccole armate personali di proprietà dei rispettivi comandanti. Tale peculiarità portava ad avere uno Stato Maggiore composto in buona parte da nobili d'alto lignaggio, ma spesso di scarsa competenza tattica, ora uniti, ora divisi tra loro per ragioni politiche, economiche o personali.
I 119.783 uomini, 6.070 cavalli, 417 cannoni e 160 lanciarazzi delle forze austriache impiegate nella battaglia, appartenevano a sette corpi d'armata, così suddivisi:
- 1ª Armata del Feldmaresciallo Wimpffen
  - II Corpo d'Armata del Feldmaresciallo luogotenente Liechtenstein
    - 1ª Divisione Feldmaresciallo Jellaçic
      - Brigata Szabò
        - 1 Battaglione del 9º Reggimento Confinari "Peterwardeiner"
        - 4 battaglioni del 12º Reggimento Fanteria di linea "Arciduca Wilhelm"

      - Brigata Wachter
        - 1 battaglione del 10º Reggimento Confinari
        - 4 battaglioni del 46º Reggimento Fanteria di linea "Conte Jellaçic"

    - 2ª Divisione Generale Herdy
      - Brigata Kintzl
        - 4 battaglioni del 45º Reggimento Fanteria di linea "Arciduca Sigismund"

      - Brigata Hahn
        - 1 battaglione del 21º Reggimento Fanteria di linea
        - 1 battaglione del 31º Reggimento Fanteria di linea
        - 1 battaglione del 32º Reggimento Fanteria di linea
        - 1 battaglione del 39º Reggimento Fanteria di linea
        - 1 battaglione del 47º Reggimento Fanteria di linea
        - 1 battaglione del 54º Reggimento Fanteria di linea

      - Artiglieria divisionale 8 pezzi

    - Cavalleria di Corpo d'Armata 4 squadroni del 12º Reggimento Ussari
    - Artiglieria di Corpo d'Armata 4 Batterie (32 pezzi)

  - III Corpo d'Armata del Feldmaresciallo luogotenente Schwarzenberg
    - 1ª Divisione Generale Schönberg
      - 1ª Brigata Pokorny
        - 1 battaglione del 15º Reggimento Cacciatori
        - 4 battaglioni del 58º Reggimento Fanteria di Linea
        - 1ª Batteria a Piedi del 3º Reggimento Artiglieria (8 pezzi)

      - 2ª Brigata Dienstl
        - 1 battaglione del 13º Reggimento Cacciatori
        - 4 battaglioni del 27º Reggimento Fanteria di Linea
        - 2ª Batteria a Piedi del 3º Reggimento Artiglieria (8 pezzi)

    - 2ª Divisione Generale luogotenente Habermann
      - 1ª Brigata Wetzlar
        - 1 battaglione del 2º Reggimento Confinari
        - 4 battaglioni del 5º Reggimento Fanteria di Linea
        - 4ª Batteria a Piedi del 3º Reggimento Artiglieria (8 pezzi)

      - 2ª Brigata Fanteria Hartung
        - 1 battaglione del 23º Reggimento Cacciatori
        - 4 battaglioni del 14º Reggimento Fanteria di Linea
        - 3ª Batteria a Piedi del 3º Reggimento Artiglieria (8 pezzi)

      - 3ª Brigata Fanteria
        - 49º Reggimento Fanteria di Linea (4 battaglioni)
        - 7º Battaglione Cacciatori
        - 8ª Batteria a Cavallo/3º Reggimento Artiglieria (8 cannoni)

    - Reggimento Ussari "Re di Prussia" (10 squadroni)
    - Riserva di Artiglieria 4 batterie artiglieria (32 cannoni)

  - IX Corpo d'Armata del generale di cavalleria Schaffgotsche
    - 1ª Divisione Generale luogotenente Handel
      - Brigata Castiglione
        - 1 Battaglione 8º Reggimento Confinari
        - 19º Reggimento Fanteria di linea "Principe Rudolph"
        - 1ª Batteria a piedi del 9º Reggimento d'Artiglieria (8 pezzi)

      - Brigata Wimpffen
        - 1 Battaglione 8º Reggimento Confinari
        - 40º Reggimento Fanteria di linea "Rossbach"
        - 3ª Batteria a piedi del 9º Reggimento d'Artiglieria (8 pezzi)

      - Brigata Suini
        - 16º Battaglione Cacciatori
        - 34º Reggimento Fanteria di linea "Principe di Prussia"
        - 11ª Batteria a cavallo del 9º Reggimento d'Artiglieria (8 pezzi)

    - 2ª Divisione Generale luogotenente Folliot de Crenneville
      - Brigata Blumencron
        - 4º Battaglione Cacciatori
        - 52º Reggimento Fanteria di linea "Arciduca Francesco Carlo"
        - 8ª Batteria a cavallo del 9º Reggimento d'Artiglieria (8 pezzi)

      - Brigata Fehlmayer
        - 1 Battaglione 8º Reggimento Confinari
        - 8º Reggimento Fanteria di linea "Arciduca Luigi"
        - 9ª Batteria a cavallo del 7º Reggimento d'Artiglieria (8 pezzi)

  - XI Corpo d'Armata del Feldmaresciallo luogotenente Veigl
    - 1ª Divisione Feldmaresciallo luogotenente Schwarzel
      - Brigata Sebottendorf
        - 10º Battaglione Cacciatori
        - 37º Reggimento Fanteria di linea "Arciduca Giuseppe"
        - 1ª Batteria a piedi dell'11º Reggimento d'Artiglieria (8 pezzi)

      - Brigata Greschke
        - 1º Battaglione Volontari Viennesi
        - 35º Reggimento Fanteria di linea "Khevenhüller"
        - 11ª Batteria a cavallo dell'11º Reggimento d'Artiglieria (8 pezzi)

    - 2ª Divisione Feldmaresciallo luogotenente Blomberg
      - Brigata Baltin
        - 1º Battaglione del 9º Reggimento Confinari "Peterswardiner"
        - 9º Reggimento Fanteria di linea "Hartmann"
        - 10ª Batteria a cavallo dell'11º Reggimento d'Artiglieria (8 pezzi)

      - Brigata Dobrzenski
        - 21º Battaglione Cacciatori
        - 42º Reggimento Fanteria di linea "Re di Hannover"
        - 3ª Batteria a piedi dell'11º Reggimento d'Artiglieria (8 pezzi)

      - Brigata Host
        - 2º Battaglione del 5º Reggimento Confinari "Warasdiner"
        - 57º Reggimento Fanteria di linea "Granduca di Meclemburgo"
        - 2ª Batteria a piedi dell'11º Reggimento d'Artiglieria (8 pezzi)

    - Cavalleria della riserva del Corpo d'Armata del 2º Reggimento Ulani "Re Francesco Giuseppe" (4 squadroni)
    - Artiglieria della Riserva del Corpo d'Armata (8 pezzi)

  - Corpo di Cavalleria della Riserva della 1ª Armata
    - Divisione di Cavalleria Generale luogotenente Zedtwitz
      - Brigata Vopaterny 
        - 3º Reggimento Ussari "Re di Baviera" (8 squadroni)
        - 11º Reggimento Ussari "Principe di Württemberg" (8 squadroni)
        - 10ª Batteria a cavallo del 9º Reggimento d'Artiglieria (8 pezzi)

      - Brigata Lauingen 
        - 1º Reggimento Dragoni "Stadion" (8 squadroni)
        - 3º Reggimento Dragoni "Re Francesco Giuseppe" (8 squadroni)
        - 1ª Batteria a cavallo del 9º Reggimento d'Artiglieria (8 pezzi)

  - Corpo d'Artiglieria della Riserva della 1ª Armata 11 batterie (88 pezzi)
- 2ª Armata del generale Schlick
  - I Corpo d'Armata del Feldmaresciallo Clam-Gallas
    - 1ª Divisione Generale luogotenente Montenuovo
      - Brigata Burdina
        - 2º Battaglione Cacciatori
        - 60º Reggimento Fanteria di linea "Principe Wasa"

      - Brigata Brunner
        - 1º Battaglione dell'11º Reggimento Confinari "2º Banal"
        - 29º Reggimento Fanteria di linea "Conte Thun-Hohenstein"

    - 2ª Divisione Generale luogotenente Sztankovics
      - Brigata Hoditz
        - 14º Battaglione Cacciatori
        - 48º Reggimento Fanteria di linea "Arciduca Ernst"

      - Brigata Reczniçek
        - 24º Battaglione Cacciatori
        - 16º Reggimento Fanteria di linea "Barone Wemhardt"

    - Cavalleria di Corpo d'Armata del 12º Reggimento Ulani "Re delle Due Sicilie" (4 squadroni)

  - V Corpo d'Armata del Feldmaresciallo luogotenente Stadion
    - 1ª Divisione Generale luogotenente Palffy
      - Brigata Gaal 
        - 1 Battaglione 1º Reggimento Confinari
        - 4 Battaglioni del 3º Reggimento di linea

      - Brigata Puchner 
        - 1 Battaglione del 4º Reggimento Cacciatori 1
        - 4 Battaglioni del 31º Reggimento di linea

      - Brigata Bils 
        - 1 Battaglione del 3º Reggimento Confinari
        - 4 Battaglioni del 47º Reggimento di linea

      - Artiglieria 24 pezzi

    - 2ª Divisione Generale luogotenente Sternberg
      - Brigata Koller 
        - 1 Battaglione del 3º Reggimento Confinari
        - 4 Battaglioni del 32º Reggimento di linea

      - Brigata Festetics 
        - 1 Battaglione del 6º Reggimento Cacciatori
        - 4 Battaglioni del 21º Reggimento di linea

      - Artiglieria 16 pezzi

    - Cavalleria della riserva del Corpo d'Armata del 12º Reggimento Ulani "Re delle Due Sicilie" (4 squadroni)
    - Artiglieria della Riserva del Corpo d'Armata 20 pezzi

  - VII Corpo d'Armata del Feldmaresciallo luogotenente Zobel
    - 1ª Divisione Generale luogotenente d'Assia
      - 1ª Brigata Wussin
        - 1 battaglione del 1º Reggimento Confinari
        - 4 battaglioni del 1º Reggimento Fanteria

      - 2ª Brigata Gablentz
        - 1 battaglione del 4º Reggimento Confinari
        - 4 battaglioni del 54º Reggimento Fanteria

      - Artiglieria 16 pezzi

    - 2ª Divisione Generale luogotenente Lilia
      - 1ª Brigata Brandenstein
        - 1 battaglione del 19º Reggimento Cacciatori
        - 4 battaglioni del 53º Reggimento Fanteria

    - 2ª Brigata Wallon
      -         - 1 battaglione del 2º Reggimento Confinari
        - 4 battaglioni del 17º Reggimento Fanteria

      - Artiglieria 16 pezzi

    - Cavalleria del Corpo 4 squadroni del 1º Reggimento Ussari
    - Artiglieria del Corpo 16 pezzi

  - VIII Corpo d'Armata del Feldmaresciallo luogotenente Benedeck
    - 1ª Divisione Generale luogotenente Berger
      - 1ª Brigata Generale Watervliet
        - 1 battaglione del 2º Reggimento Cacciatori
        - 4 battaglioni del 7º Reggimento Fanteria

      - 2ª Brigata Generale Kuhn
        - 1 battaglione del 4º Reggimento Confinari
        - 4 battaglioni del 17º Reggimento Fanteria

      - Artiglieria 16 pezzi

    - 2ª Divisione Generale luogotenente Lang
      - 1ª Brigata Generale Philippovic
        - 1 battaglione del 5º Reggimento Cacciatori
        - 4 battaglioni dell'11º Reggimento Fanteria

      - 2ª Brigata Generale Dauber
        - 1 battaglione del 3º Reggimento Cacciatori
        - 4 battaglioni del 39º Reggimento Fanteria

      - 3ª Brigata Generale Lippert
        - 1 battaglione del 9º Reggimento Cacciatori
        - 4 battaglioni del 59º Reggimento Fanteria

      - Artiglieria 24 pezzi

    - Brigata Generale luogotenente Reichlin (distaccata da VI CdA)

  - Cavalleria della Riserva della 2ª Armata
    - Divisione di Cavalleria Feldmaresciallo luogotenente Mensdorff
      - 1ª Brigata Generale Holstein
        - 6 squadroni del 5º Reggimento Dragoni
        - 6 squadroni del 6º Reggimento Dragoni

      - 2ª Brigata Generale Zichy
        - 8 squadroni del 1º Reggimento Ulani
        - 16 pezzi di artiglieria ippotrainati

  - Artiglieria della Riserva della 2ª Armata
    - 112 pezzi